# Erzbistum Hobart
Das Erzbistum Hobart (lateinisch Archidioecesis Hobartensis, englisch Archdiocese of Hobart) ist eine in Australien gelegene Erzdiözese der römisch-katholischen Kirche mit Sitz in Hobart. Es erstreckt sich über den ganzen australischen Bundesstaat Tasmanien und ist in 25 Pfarreien gegliedert.
Es wurde am 5. April 1842 als Apostolisches Vikariat Hobart aus Gebieten des Apostolischen Vikariates New Holland und Van-Diemen’s-Land begründet und noch am 22. April 1842 zum Bistum erhoben. Seit dem 3. August 1888 hat es den Rang eines Erzbistums.

## Ordinarien
- Robert William Willson (1842–1866)
- Daniel Murphy (1866–1907)
- Patrick Delany (1907–1926)
- William Barry (1926–1929)
- William Hayden (1930–1936)
- Justin Daniel Simonds (1937–1942, dann Koadjutor des Erzbistums Melbourne)
- Ernest Victor Tweedy (1942–1955)
- Guilford Clyde Young (1955–1988)
- Joseph Eric D’Arcy (1988–1999)
- Adrian Doyle (1999–2013)
- Julian Charles Porteous (2013–2025)
- Anthony John Ireland (seit 2025)

## Weblinks

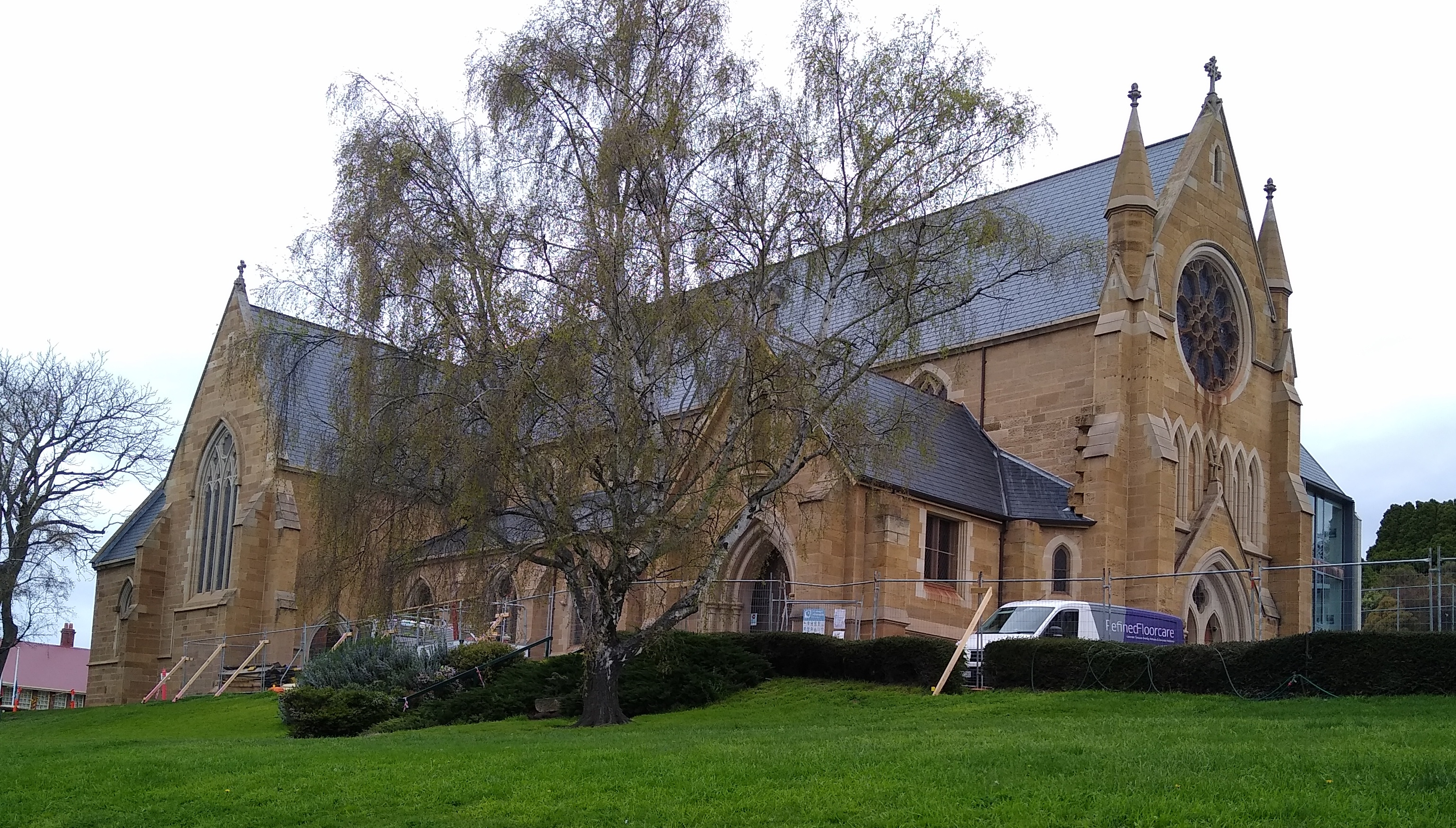
St Mary’s Cathedral in Hobart